# 西多摩
西多摩（にしたま）は、東京都多摩地域の地域区分の一つで、多摩西部を指す地域名。「西多摩」の範囲は、現在および過去の西多摩郡に当たる地域全域を指す。この範囲に属する市町村は、青梅市、あきる野市、福生市、羽村市、瑞穂町、日の出町、奥多摩町、檜原村である。
郡名やこの地域の市町村合併の歴史などについては「西多摩郡」の記事を参照。

## 概要
- 東京都建設局西多摩建設事務所の管轄範囲でもある。
- 多摩を「多摩南部／多摩北部／多摩西部」の3地域に分けた気象庁予報警報規程の「多摩西部」に該当する。ただし天気予報において多摩が「多摩東部／多摩西部」の2地域に分けて予報される場合は、福生市と羽村市は「多摩東部」に分類され、「西多摩」の地域区分とは一致しない。

### 関連する地域名
- 奥多摩
- 大多摩

### 大規模施設
- 横田基地

### 鉄道路線
- JR青梅線（拝島駅 - 奥多摩駅間）
- JR五日市線（拝島駅 - 武蔵五日市駅の全区間）
- JR八高線（拝島駅 - 箱根ケ崎駅間）
- 米軍横田基地線（拝島駅構内から横田基地敷地内へ延びる、航空機燃料輸送用の貨物専用線）
- 西武鉄道拝島線（拝島駅のみ）
- 御岳登山鉄道（ケーブルカー・リフトとも全駅が青梅市の御岳山に所在）

### 道路
- 国道16号
- 国道411号（吉野街道）
- 青梅街道、新青梅街道
- 五日市街道

## 企業・団体
西多摩地区に本社・事業拠点を置く企業・団体。
- 青梅信用金庫
- 西武信用金庫
- 御岳登山鉄道（京王グループ）
- 小澤酒造 - 地酒「澤乃井」で知られる造り酒屋
- 中村酒造
- 田村酒造場
- 石川酒造
- オザム - スーパーマーケット、パチンコ店
- マルフジ - スーパーマーケット（オザムグループ傘下）
- 福島屋 - スーパーマーケット
- バイゴー - ドラッグストア
- ヤサカ - インテリア用品販売（ホームセンター事業からは撤退）
- 道とん堀 - お好み焼きチェーン
- 多摩ケーブルネットワーク
- トヨタS&D西東京（旧社名：ネッツトヨタ多摩） - 自動車ディーラー
- ホットマン - 繊維製品メーカー
- 武陽ガス
- 青梅ガス[1]
- 青梅エレクトロニクス（旧社名：カシオマイクロニクス）[2]
- 秋川木材協同組合 - 多摩産材を扱う都内唯一の木材協同組合[3]
- 築地本願寺 西多摩霊園[4]
- 大多摩霊園[5]

## 教育機関

### 公立学校
公立小学校・中学校については各市町村の項目を参照のこと。
高等学校
- 東京都立福生高等学校
- 東京都立羽村高等学校
- 東京都立五日市高等学校
- 東京都立瑞穂農芸高等学校
- 東京都立多摩工業高等学校
- 東京都立青梅総合高等学校
- 東京都立農林高等学校
- 東京都立多摩高等学校
- 東京都立秋留台高等学校

### 私立学校
- 東海大学菅生高等学校・中等部